# Demografia da China

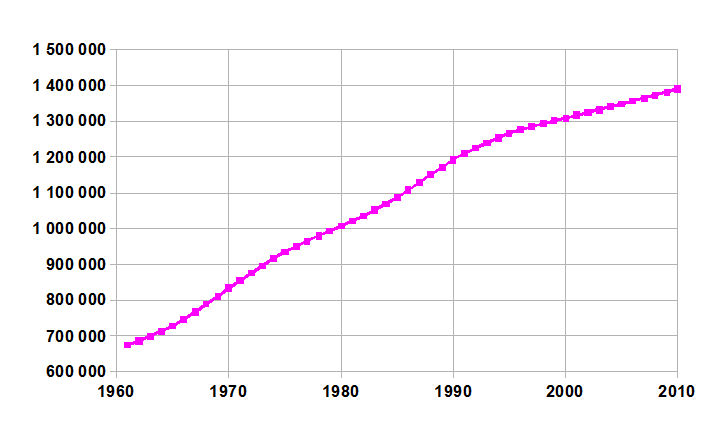
Evolução demográfica da República Popular da China.

A demografia da República Popular da China caracteriza-se por uma grande população com uma relativamente reduzida faixa etária jovem, resultado, em parte, da "política do filho único" adotada pelo país. As políticas demográficas implementadas na República Popular da China desde 1979 ajudaram a evitar 400 milhões de nascimentos, os quais levariam a população atual a cerca de 1,7 bilhões de habitantes. Alguns estudiosos, no entanto, pensam que esses dados são exagerados e que o impacto evitado foi de cerca de 50 a 60 milhões de nascimentos.
A China é o país de maior população do mundo há muito tempo. Quando realizou seu primeiro censo, em 1953, a contagem revelou 582 milhões de habitantes; o quinto censo, de 2000, contou quase o dobro, com 1,2 bilhão de habitantes.
A começar de meados dos anos 1950, o governo chinês adotou, com variados graus de sucesso, medidas e programas de planejamento familiar e de controle populacional. O rápido crescimento demográfico chinês levou o governo a implementar uma política estrita de uma única criança por família, anunciada em 1979, segundo a qual os casais somente poderiam ter uma criança cada. Com esta medida, a China logo estabilizou-se e reduziu a taxa de fertilidade. Em 1971, as mulheres tinham uma média de 5,4 crianças, contra uma estimativa de 1,7 crianças em 2004. A fiscalização do programa, porém, variava consideravelmente, dependendo do local.

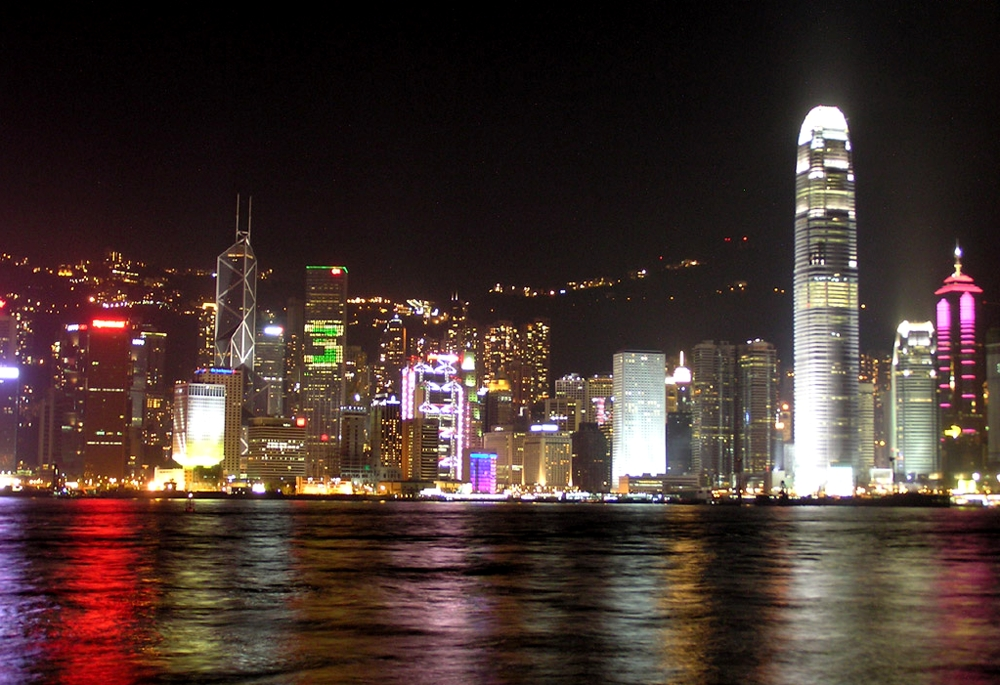
Hong Kong.

Hoje, a população continua a crescer. Há também um sério desequilíbrio de gênero. Os dados do censo de 2000 revelam que 119 meninos nasceram para cada 100 meninas, em julho de 2004, levou o governo a proibir o aborto seletivo de fetos do sexo feminino, apesar do fato de existirem outros fatores de mortalidade feminina como é o caso do suicídio. Estima-se que este desequilíbrio continuará a crescer até 2025-2030, até atingir 20%, e então passará a decrescer lentamente.
A população chinesa tem envelhecido consideravelmente; estima-se que, em 2020, 11,8% dos chineses terão 65 anos ou mais, resultado principalmente do gigantesco crescimento econômico que a China vem experimentando nos últimos anos, o que, consequentemente, eleva as condições de vida do país (mesmo que ainda de forma lenta), como na China. Além disso a poluição ambiental do país tem ceifado a vida de 400 mil pessoas por ano.

## Grupos étnicos

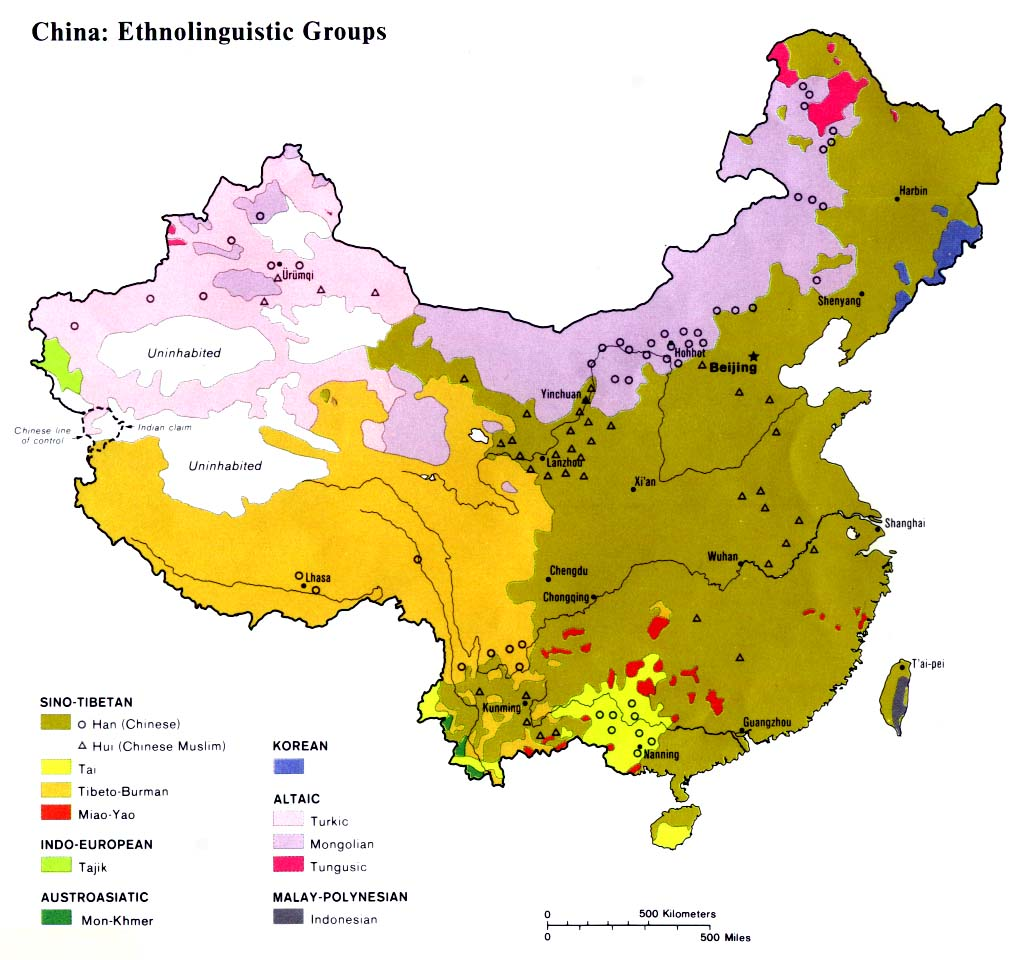
Mapa etnolinguístico da China.

A República Popular da China reconhece oficialmente 56 grupos étnicos diferentes, dos quais o maior é o han, com cerca de 91,9% da população. As minorias mais expressivas são os juang (1,3%), manchus (0,86%), hui (0,79%), miao (0,72%), uigures (0,68%), yi (0,65%), tujia (0,62%), mongóis (0,47%), tibetanos (0,44%), buyi (0,26%), coreanos (0,15%) e cazaques (0,10%).
As minorias étnicas têm crescido mais acentuadamente do que a maioria han, passando de 6,1% do total em 1953 para 8,04% em 1990, 8,41% em 2000 e 9,44% em 2005. Pesquisas recentes indicam que a taxa de crescimento das minorias é cerca de sete vezes a da etnia han.

## Línguas
A língua oficial padrão da República Popular da China é o putonghua, cuja pronúncia é baseada no dialeto pequinês do mandarim. Há outros dialetos do mandarim, como o wu (Xangai), o cantonês, o minbei, o taiwanês, o xiang, o gan e o hakka, bem como as línguas das minorias étnicas.

## Religião
O governo comunista chinês adota para o país o ateísmo de Estado, desde 1949. Segundo algumas fontes, cerca de 59% da população é não religiosa. Entretanto, a religião desempenha um papel importante na vida de vários chineses, em especial as crenças tradicionais do confucianismo e do taoísmo. Segundo o censo oficial do governo chinês, em 1997 mais de 8% da população da China continental se declarava budista. O budismo maaiana é o mais praticado, com 100 milhões de adeptos estimados. O budismo teravada e o budismo tibetano também são praticados por minorias étnicas. Os dados oficiais indicam a existência de 18 milhões de muçulmanos (em geral, sunitas), 4 milhões de católicos romanos e 10 milhões de protestantes, embora as estimativas não oficiais sejam maiores.

## População

### Tamanho da População
- China continental: 1 321 851 888 (2007)
- Hong Kong: 2 569 945 (2006)
- Macau: 503 000 (2006)
- Total: 1 329 349 388 (2007).
- Posição no mundo: 1 (Ver Lista de países por população.)

Projeção demográfica
- 2010: 1 347 000 000
- 2020: 1 371 000 000
- 2030: 1 461 000 000
- 2040: 1 463 144 780
- 2050: 1 465 224 000
- Taxa de natalidade: 13,45 nascimentos/1 000 habitantes (2007)
- Taxa de mortalidade: 7 mortes/1 000 habitantes (2007)
- 415 000 crianças (abaixo de 16 anos) morreram na China em 2006 (4,3% do total mundial)[4]
- Total: 22,12 mortes/1 000 nascimentos com vida (2007)
- Homens: 20,01 mortes/1 000 nascimentos com vida (2007)
- Mulheres: 24,47 mortes/1 000 nascimentos com vida (2007)
- Expectativa de vida ao nascer
  - Total: 72,88 anos (2007)
  - Homens: 71,13 anos (2007)
  - Mulheres: 74,82 anos (2007)
- Taxa de fertilidade: 1,75 (média de nascimento por mulher em idade fértil) (2007)

### Densidade demográfica
- Média nacional: 148 habitantes por km² (2016)

Razão entre população urbana e rural
- Urbana: 42,3% (2007) - 562 000 000
- Rural: 57,7% (2008) - 767 000 000
- Taxa de crescimento demográfico: 0,606% (2014)

Principais cidades

### Pirâmide etárias
- 0-14 anos: 20,4% (homens 143 527 634/mulheres 126 607 344) (2007)
- 15-64 anos: 71.7% (homens 487 079 770/mulheres 460 596 384) (2007)
- 65 anos ou mais: 7,9% (homens 49 683 856/mulheres 54 356 900) (2007)

Idade média
- Total: 33,2 anos (2007)
- Homens: 32,7 anos (2007)
- Mulheres: 33,7 anos (2007)

### Distribuição por gênero
- Distribuição por gênero: homens 51,53%; mulheres 48,47% (2007)

Razão entre gêneros
- Ao nascer: 1,11 homem/mulher (2007)
- Menos de 15 anos: 1,134 homem/mulher (2007)
- 15-64 anos: 1,057 homem/mulher (2007)
- 65 anos ou mais: 0,914 homem/mulher (2007)
- Total: 1,06 homem/mulher (2007)